# Supercoppa italiana 2011 (pallavolo maschile)
La Supercoppa italiana di pallavolo maschile 2011 si è svolta il 1º novembre 2011: al torneo hanno partecipato due squadre di club italiane e la vittoria finale è andata per la prima volta alla Trentino Volley.

## Regolamento
Le squadre hanno disputato una gara unica.

## Squadre partecipanti
| Squadra  | Qualificazione                  | Ultima partecipazione    |
| -------- | ------------------------------- | ------------------------ |
| Piemonte | Vincitrice Coppa Italia 2010-11 | Supercoppa italiana 2010 |
| Trentino | Vincitrice Serie A1 2010-11     | Supercoppa italiana 2010 |

## Torneo
| 1º novembre 2011 PalaRockefeller, Cagliari Durata: 1h:48 - Spettatori: 3 925 | Trentino | 3 - 1 | Piemonte | 25-22, 25-20, 18-25, 25-20 |